# Gamelia remissa
Gamelia remissa är en fjärilsart som beskrevs av Gustav Weymer 1907. Gamelia remissa ingår i släktet Gamelia och familjen påfågelsspinnare. Inga underarter finns listade i Catalogue of Life.